# 白鳥あきら
白鳥 あきら（しらとり あきら、1981年4月14日 - ）は、日本のAV女優、ストリッパー。山梨県出身。

## 略歴
170cmの長身とモデル系の美形が特徴。
2004年から、メーカーやジャンルを問わず数多くのビデオに精力的に出演する。
2005年4月1日の新宿ニューアート劇場を皮切りにストリップにも進出した。
羽賀あきら名義での出演作もある。

## 作品

### アダルトビデオ

#### 発売日不明
- フェッチ & 脚線美 羽賀あきら（ADO）

#### 2004年
- 変態不倫妻 Vol.33（6月28日、麒麟堂）
- M狩り すべてのM男に宣戦布告（8月15日、J-MAX）
- 完全本物素人（8月20日、ユープランニング）
- 徹底連続アクメ興奮映像（8月20日、プレステージ）※大量尿吹き
- ももねこてぃ〜んず Vol.17（9月10日、ワールドユニティ）※珍しい女子校生もの。
- キャバ嬢とアフター（9月18日、LEO）
- LUSH SLIM BEAUTY（9月28日、オーロラプロジェクト）※3P
- P.C. Sport 52 あきら（9月29日、ワールドユニティ）
- エスカレートするドしろーと娘 素人かんぜんだましどり42 あきら 22さい（10月5日、プレステージ だましや）
- 誘惑・女教師（10月6日、ドリームチケット）他出演：かおり、本条さや
- 精飲痴女（10月6日、ドリームチケット）他出演：水野麗、川島みなみ
- お姉さんのエロヂカラ（10月22日、シャイ企画）
- 台車移動式SEX 〜現代版籠屋内結合〜（11月15日、ホットエンターテイメント）他出演：桜田さくら、持田ゆき
- 長身×痴女（11月18日、ヒビノ）

#### 2005年
- 痴女パレス69 二部屋目（1月6日、ハンドメイドビジョン）
- しろ〜と娘コスって性交1 170cmスレンダー美脚娘（1月6日、ビッグウェーブ）
- SHINING BODY シャイニングボディ（1月14日、オーロラ・プロジェクト）
- SeventhHeaven：／／〜恍惚の天国へ〜（1月20日、グラスワン・ソフトウェア）
- 恥辱肛門診察室 アナル処女徹底解剖フィルム No.5（1月26日、プレステージ）
- Destiny（1月26日、オーロラ・プロジェクト）共演：河合桃花
- Solid Gold ソリッド ゴールド（1月26日、オーロラ・プロジェクト）共演：河合桃花
- これが噂の痙攣薬漬け レズヴァージョンDVD Disc.3（2月4日、ナチュラルハイ） - 薬漬け
- HIGH SCHOOL FUCK（2月8日、アイデアポケット）他出演：雪見ほのか、ふらの愛、小川じゅり ※珍しい女子校生もの。
- 170以上の女たち（2枚組）（2月17日、ヒビノ）共演：立花里子、中野千夏、岩下あき、富岡れいか
- 170cm超えの美女（3月1日、MOODYZ）共演：佐藤千秋、Aoi.
- 完全中出し受精3連発!!50（3月4日、プレステージ）
- Spermania Vol.10 ビューティーガールにぶっかけろ!!（3月8日、アイデアポケット）※ぶっかけ
- 中出しアナル攻撃5（3月17日、アイエナジー）
- 絡み愛レズキス（3月17日、ヒビノ）共演：早乙女みなき、小林かすみ、眞雪ゆん
- ぶっかけ中出しアナルFUCK!（4月1日、MOODYZ）※初中出し
- スーパーモデル超身痴女白鳥あきら 173.2（4月1日、ワンズファクトリー）
- 失禁恥女 8（4月17日、プールクラブ）※失禁もの
- 嬢BODY〜エロサディスティック〜（4月22日、GLAY'z）
- Yシャツっ娘（2005年5月1日、ワンズファクトリー）他出演：天衣みつ、星野まりん、乃亜、平沢里菜子、萩原めぐ、中原このみ
- 淫乱お姉さん6人 舐めまくりしゃぶりまくりシゴきまくりザーメン抜きまくり（5月19日、アイエナジー）
- 純情生マンコ5 あきら(23)（5月25日、チェリコ）
- バイブの虜 14（6月13日、プールクラブ）他出演：佐々木美羽、小泉亜子 他
- バイブの虜14 11人11色の愛玩具（6月13日、プールクラブ）
- 痴女家庭教師（6月17日、タカラ映像）
- 制服トランス（7月1日、ワンズファクトリー）コスプレもの
- 美脚×ローライズ短パン×露出デート（7月13日、マルクス兄弟）※ソフトな露出・カーセックスもの
- 制服痴女170cmOver（7月15日、TMA）他出演：金城美麗（REINA）、岩下あき、青山葉子
- 服従イラマチオ 〜繰り返し襲われるOLの咽喉〜（8月12日、タカラ映像）
- デジタルコカン（8月13日、マルクス兄弟）
- キャンギャル調教（8月19日、GLAY'z）
- 夏☆美脚（8月19日（セル）/8月26日（レンタル）、笠倉出版社）他出演：菊原まどか、夢咲こよい
- イイ女狩り 8（8月26日、うまなみ。（ケイ・エム・プロデュース））他出演：田中梨子、瀬名えみり、美咲楓、夢咲こよい、聖なな、結城リナ
- 美女ア●ル羞恥診察室（9月10日、ラストラス）他出演：青山遥 他
- 素人公募中出し!白鳥あきらちゃんに真正中出ししてみませんか（9月22日、モブスターズ）※中出し2作目
- 大人のトレーニング天国と地獄（DPG）＜DVDプレイヤーズゲーム＞（9月22日、グラスワン・ソフトウェア）オムニバス作品
- 競泳水着を着たままで（9月22日、TMA）オムニバス作品
- ど痴女 7 超ド級!!強制チ○ポ狩りの雌女（9月23日、U&K）
- S級素人ギャル千人斬り! 3（9月23日、うまなみ。（ケイ・エム・プロデュース））他出演：聖なな、夢咲こよい、瀬名えみり、春川凛花、楓アイル、白川みゆり
- FETCH&EROTIC　お姉さん黒Stocking（9月23日、笠倉出版社）他出演：菊原まどか、萩原めぐ、あずさ、RIRICO、夢咲こよい
- 寸止め女優焦らし系（10月1日、ワンズファクトリー）
- 会員制高級ソープ二輪車限定 長身美脚専門店（10月7日、GLAY'z）共演：金城美麗
- 院内ご奉仕（10月7日、タカラ映像）他出演：葉山リカ、立花里子
- バック&騎乗位 イキまくり、乱れまくりコレクション（10月10日、ラストラス）オムニバス作品
- FETCH & EROTIC お姉さん黒Stocking（10月11日、笠倉出版社）オムニバス作品
- 美脚中出し（9月13日、隼エージェンシー）他出演：君嶋もえ、結城リナ 他多数
- プレミアレッグ vol.3（10月14日、U&K）
- 制服着たままFUCK 2（10月28日、TMA）他出演：秋月杏奈（紅音ほたる）、日高ゆりあ、藤井彩、舞岡結希、萩原めぐ、柊杏奈、白石あや、乃亜、椎名泉
- ワガママM女優（11月1日、ワンズファクトリー）
- 長身美脚fetish（11月2日、グローリークエスト）
- [ボーイッシュ]（11月5日、フリービジョン）他出演：華純、瀬名涼子
- 発情パフォーマンス 硬いチ○ポを欲しがる6人の女たち（11月11日、隼エージェンシー）他出演：桜田さくら、椎名実果、奈月やよい、川村優衣、松下ゆうか
- ナンパレイプ中出し II ナンパされて中出しされた6人ギャル（11月11日、隼エージェンシー）オムニバス作品
- 長身女教師の接吻と淫語の世界（11月13日、マルクス兄弟）
- 濃縮（11月18日、オブテイン・フューチャー）
- うまなみプレゼンツ 11 S級 素人ギャル千人斬り! 4時間 2（11月18日、おかず。（ケイ・エム・プロデュース））…うまなみ。作品『S級 素人ギャル千人斬り! vol.3』のセルDVD化作品、他多数出演
- オナニスト ［第十二章］（12月5日 隼エージェンシー）他多数出演

#### 2006年
- 女王 白鳥あきらの教室（1月1日、ワンズファクトリー）
- まんびら騎乗姫（1月4日、アロマ企画）
- 輪姦中出しRQ調教（1月13日、マルクス兄弟）
- ぶっかけまんぐり返し 〜打掛門繰返し〜（1月13日、オブテイン・フューチャー）
- 素人オネギャルHEAVEN（2月24日、おかず。（ケイ・エム・プロデュース））他出演：結城リナ、速水怜、白木彩
- 極上4時間 手淫&舌淫SP3 怒涛の50連発+バイブ攻め発射10連発（3月10日、隼エージェンシー）他多数出演
- Gothic Style II（3月18日、プレステージ）
- 美脚スター&美尻クイーンズ（3月29日、LEO）他出演：華純、RIRICO、結城リナ
- やっぱ!中出しでしょ IV（4月10日、隼エージェンシー）他出演：君嶋もえ、結城リナ、城崎メグ、村山かづは、進藤美雪、富永ルナ、薫まい、しいな怜、山口まゆ
- 豚鼻姫（4月16日、アロマ企画）
- 痴女セキュリティーサービス（4月20日、イマージュ）共演：内山理子
- 女子高生限定!なんでもアリの!!ウテウテダンス甲痴園 4（5月18日、ディープス）共演：葉山瑠菜、瞳れん
- うまなみプレゼンツ18イイ女狩り4時間 3（5月19日、おかず。（ケイ・エム・プロデュース））うまなみ。作品『イイ女狩り8』のセルDVD化作品、他出演：広瀬奈央美、星月まゆら、城崎めぐ、今井絵里子、椎名まゆみ、倖田李梨、咲もも菜 他
- ソドムの恥骨 失禁（6月27日、マックス・エー）共演：オダギリマイ
- 痴女学園（7月20日、イマージュ）共演：紅音ほたる、桃色かおる、片桐美咲、赤坂なつみ、葵あげは、稲葉夕輝、芹沢明菜、水無月なぎさ、紫彩乃
- ギャルコレ! 3 -素人ギャル即ハメパラダイス-（7月28日、うまなみ。）他出演：マリン（Marin.）、倉木ゆり、結城リナ、白木彩、聖瑛麻、姫野杏
- HEROMES（エロメス）04（8月4日、ディープス）
- ハーレム病棟24時（8月15日、ジェイモデル）共演：紅音ほたる、さとう和香、葵あげは
- ギャルコレ! 4時間 2（8月25日、おかず。（ケイ・エム・プロデュース））うまなみ。作品『ギャルコレ! 3』のセルDVD化作品、他出演：麻生岬、速水怜、花恋、黒川まりあ、RENA、波崎美優、橘利美
- 素人オネギャルHEAVEN 4時間（8月25日、おかず。（ケイ・エム・プロデュース））おかず。作品『素人オネギャルHEAVEN』のセルDVD化作品、他出演：松永玲奈、白木彩、可愛あみん、松野しほ、あまみやゆう、山咲ちゆり
- 美脚痴女教師スペシャル180分（9月13日、マルクス兄弟）他出演：REINA（金城美麗）、森咲小雪、山口茜
- 実話輪姦（11月1日、MOODYZ）共演：天乃みお
- パイパンマニアックス2 私たちのパイパンじっくり見てください（11月13日、カルマ）共演：浅海まみ、雛子ひな、K@ira、春咲さくら、麻田留美子
- 美しい女のパイパン中出しアナルFUCK（11月19日、エムズビデオグループ
- 美人OL仕事中悪戯（11月27日ユープランニング）他出演：高橋めぐみ。
- 美しいメイドの精飲と飲尿（12月19日、エムズビデオグループ）

#### 2007年
- PORNOGRAPH 19（1月6日、グラフィス）他出演：@YOU、松本亜璃沙
- ドリーム学園11（5月3日、MOODYZ）共演：峰なゆか、ICHIKA、原千尋、黒沢英里奈（喜田嶋りお）、飯島夏希、みなもとみいな、木村那美、rico ※AV OPEN 2007エントリー作品

#### 総集編など
- ももねこ倶楽部 vol.1（2005年4月4日、ワールドユニティ）
- 食い込みオナニーDX（2005年4月21日、ハンドメイドビジョン）
- 微乳Dynamie!4時間SP（2005年5月23日、シャイ企画）
- 男女接吻DX（2005年6月16日、ハンドメイドビジョン）
- HIGH SCHOOL FUCK DX6（2005年10月1日、アイデアポケット）
- バック & 騎乗位 イキまくり、乱れまくりコレクション（2005年10月28日、LUSTROUS）
- ヤバモザフェラ10連続!!（2005年11月4日、ハンドメイドビジョン）
- TAKARA ULTRA BOX（2005年12月4日、タカラ映像）
- ハンドメイドビジョン2005年作品集（2005年12月4日、ハンドメイドビジョン）
- WANZ FACTORY THE BEST Ver.RED（2005年12月5日、ワンズファクトリー）
- SUPERMODELS（2006年1月1日、ワンズファクトリー）
- 挑発寸止め痴女（2006年2月1日、ワンズファクトリー）
- 電マ寸止め! イカセ4時間SPECIAL（2006年2月4日、GLAY'z）

## 書籍
- 脱ぐしか選択肢のなかった私。（2006年6月30日発売、英知出版、ISBN 4-7542-2067-6）…他収録女優:天衣みつ、日高ゆりあ、姫川麗、紅音ほたる、浜崎リオン、美神ルナ、藍山みなみ、小林かすみ、三上翔子、若葉かおり